# Kalla mig Billy Jim
Kalla mig Billy Jim (originaltitel: Hawkins) var en amerikansk tv-serie med James Stewart i huvudrollen. Den gick i en säsong mellan 1973 och 1974 på amerikanska CBS innan den lades ner. Serien hade premiär i svensk TV 3 januari 1981.

## Handling
James Stewart spelar advokaten Billy Jim Hawkins som utreder de fall han blir inblandade in.

## Utmärkelser
- Golden Globe - vann för bästa skådespelare James Stewart (1974)
- Golden Globe - nominerad för bästa biroll Strother Martin (1974)
- Golden Globe - nominerad - bästa TV-serie (dramaserie) (1974)